# Insulele Moluce

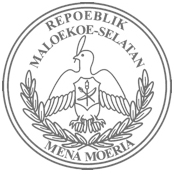

Insulele Moluce (cunoscute și ca „Insulele Mirodeniilor”, datorită nucșoarei și cuișoarelor care au fost inițial găsite exclusiv acolo) sunt o grupă de insule ce aparțin de Indonezia, situate între Sulawesi și Noua Guinee. Arhipelagul însumează o suprafață de 74.505 km² cu 2,1 milioane de locuitori. Capitala regiunii este orașul Ambon. Din punct de vedere administrativ, insulele aparțin de provinciile Maluku (Molucele de Sud) și Maluku de Nord (Molucele de Nord).
- Insulele ce aparțin de provincia Maluku de Nord:
  - Ternate, insula principală
  - Bacan
  - Halmahera
  - Morotai
  - Insulele Sula
  - Insulele Obi
  - Tidore
- Insulele ce aparțin de provincia Maluku:
  - Ambon, insula principală
  - Insulele Aru
  - Insulele Babar
  - Insulele Banda
  - Buru
  - Ceram
  - Insulele Kai
  - Insulele Leti
  - Insulele Tanimbar
  - Wetar

Populația insulelor este formată din malaezi și afuri. 33% din populație sunt de religie creștină. Numărul musulmanilor a început să crească prin emigrarea lor din celelate regiuni ale Indoneziei. Arhipelagul este bântuit de cutremure, cel mai recent având loc la data de 21 ianuarie 2007 și având o intensitate de 7.3 pe scara Richter.